# Sjónvarp Føroya
Sjónvarp Føroya [ˈʃœnvaɻp ˈfœɹja] (SvF) és el canal de televisió públic de les illes Fèroe. Pertany al grup Kringvarp Føroya i emet per a tot l'arxipèlag. La seva programació està formada per noticiaris, dibuixos animats, sèries, magazines i documentals. SvF emet principalment en feroès, una llengua pertanyent a la branca occidental de les llengües escandinaves i parlada per poc menys de 80.000 persones. És membre associat de la xarxa Nordvision, que reuneix els canals de televisió públics escandinaus.

## Història
El projecte de creació d'un canal de televisió públic a les Illes Fèroe neix el 1969, a través d'una proposta presentada al parlament feroès (Løgting). Tanmateix aquella primera temptativa va topar amb restriccions tant tècniques com financeres. El projecte va tornar a revifar el 1978 i es va materialitzar el 1981, amb la fundació d'una empresa pública anomenada Sjónvarp Føroya (televisió feroesa en català, en islandès Sjónvarpið), diferenciada de l'Útvarp Føroya (ràdio feroesa). Al principi els mitjans eren limitats, fins al punt que els primers estudis de la cadena el 1983 es van muntar en una antiga botiga de mobles de Tórshavn, capital de l'arxipèlag. Es va realitzar una transmissió experimental l'1 d'abril de 1984 i l'1 de setembre d'aquell mateix any va començar les emissions regulars. El 1990 va adquirir uns nous locals.
L'any 2005, Sjónvarp Føroya i Útvarp Føroya (la ràdio pública feroesa) es van fusionar per formar una nova empresa anomenada Kringvarp Føroya. El personal de SvF estava format per una cinquantena de persones a mitjans dels anys 2000.

## Característiques de la cadena
SvF emet nou hores al dia, començant les emissions a mitja tarda i deixant d'emetre poc després de mitjanit. L'horari de la programació es pot modificar segons els esdeveniments (retransmissions esportives, jocs olímpics, informació urgent, alertes meteorològiques). Tot i que el canal només està disponible a les Illes Fèroe, és possible veure'l per internet.
La llei feroesa obliga a SvF a emetre almenys un terç dels seus programes en feroès. La resta de la programació es fa en danès amb subtítols, i la proporciona la televisió pública danesa, Danmarks Radio. El 2003, el 27% de la programació de SvF era a feroès, principalment els noticiaris, entreteniment i la programació infantil. El finançament del canal s'obté mitjançant una cànon audiovisual, juntament amb anuncis i un impost sobre els jocs d'atzar.
El canal dona servei a unes 13.000 llars. Es necessiten 50 repetidors perquè el senyal de televisió arribi a totes les illes. La xarxa de transmissions és administrada per la companyia de telecomunicacions Faroese Telecom.